# Polyphagus euglenae
Polyphagus euglenae är en svampart som först beskrevs av Bail, och fick sitt nu gällande namn av Joseph Schröter 1877. Polyphagus euglenae ingår i släktet Polyphagus och familjen Chytridiaceae.   Inga underarter finns listade i Catalogue of Life.